# Triumphbogen

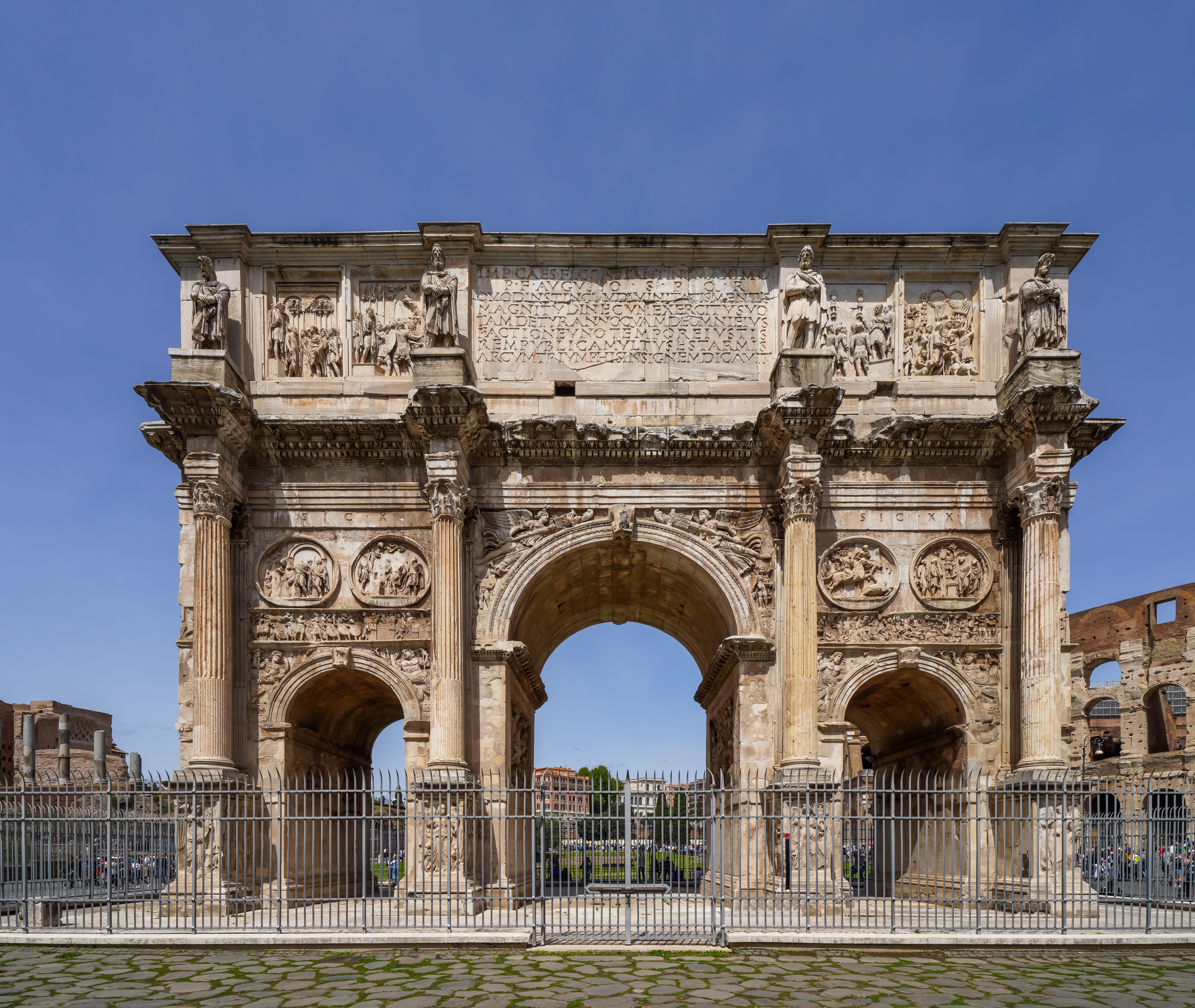
Triumphbogen in Rom (Konstantinsbogen)

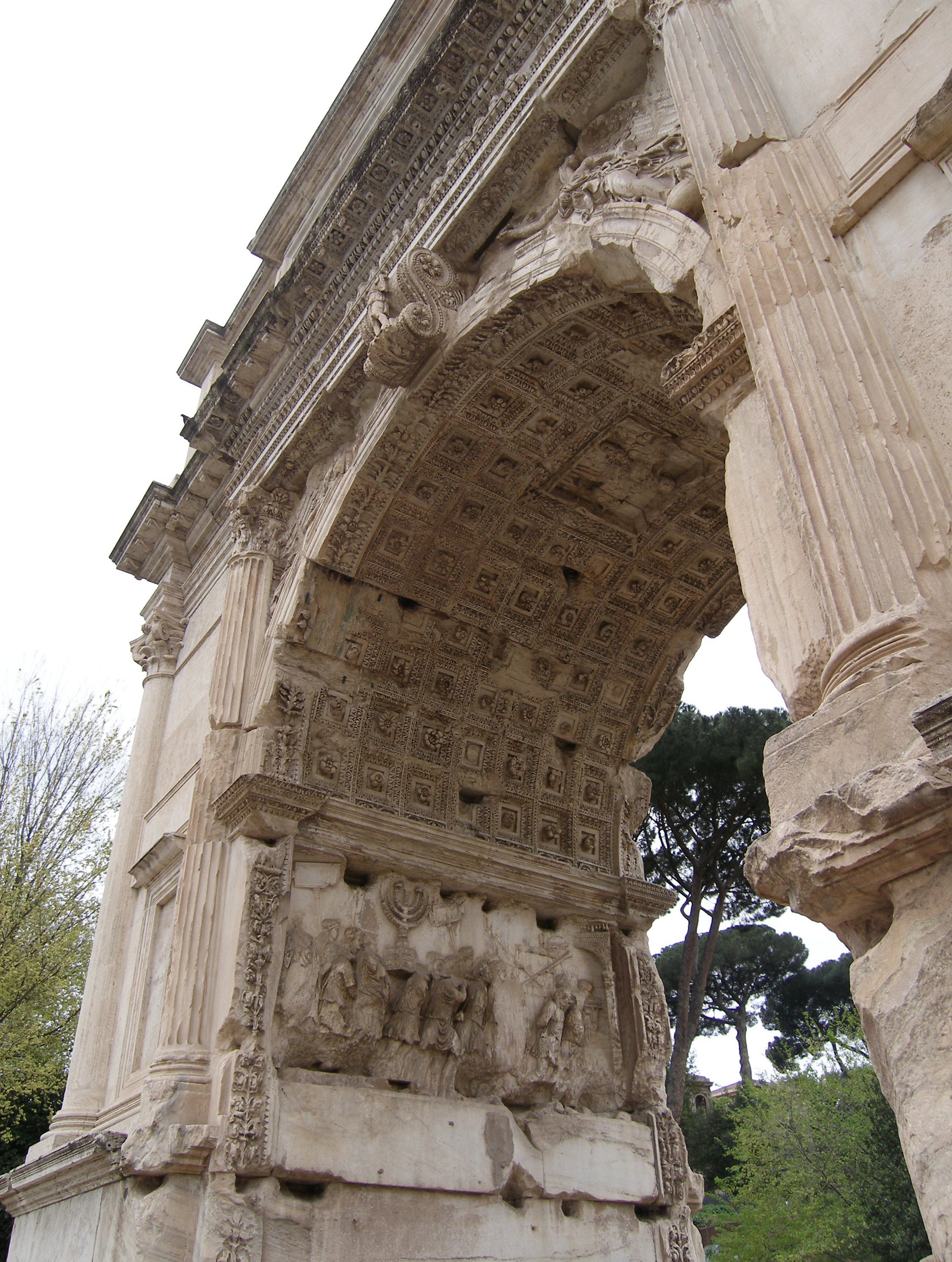
Titusbogen mit Darstellung des Triumphzuges des Titus in Rom

Ein Triumphbogen (fornix oder arcus, ab den Severern arcus triumphalis) ist ein frei stehendes, torförmiges Bauwerk, das ursprünglich in Rom zu Ehren triumphierender Feldherren oder Kaiser errichtet wurde. Nicht vom Senat beschlossene Bogenbauten gleicher Formgebung, etwa Stiftungen von Städten, Provinzialverwaltungen oder Privatpersonen, werden zumeist Ehrenbogen genannt. Oft werden beide Begriffe synonym gebraucht, da eine allgemein akzeptierte, wissenschaftlich exakte Definition des Begriffs Triumphbogen aussteht.
In der Römischen Republik wurden diese Monumente stets fornix, ab der Kaiserzeit arcus, seltener ianus genannt. Bisweilen wurden Monumente durch zusätzliche Angaben wie cum insignibus triumphorum, triumphis insignis oder altgriechisch σύν ϑριάμβῳ als Triumphbogen spezifiziert. Ab dem Ende des 2. Jahrhunderts kommt der zunächst nur in Nordafrika anzutreffende Ausdruck arcus triumphalis auf, wird ab der Spätantike allgemein für derartige Bogenmonumente gebräuchlich und war Vorbild für die moderne Bezeichnung Triumphbogen. Der griechische Ausdruck lautete „Tropaia tragender Bogen“ (ἀψὶς τροπαιοφόρος).
Der Bau eines Triumphbogens sollte an Ereignisse von großer Tragweite erinnern, die von ranghohen Mitgliedern der römischen Führungsschicht zumeist in militärischen Aktionen bewirkt wurden. Bereits zu Beginn des 2. Jahrhunderts v. Chr. wurden erste Triumphbögen durch Feldherren in Rom erbaut. Wurden in republikanischer Zeit Götter, deren Statuen man in einer Quadriga auf der Attika des Bogens aufstellte, durch den Bau des Bogens geehrt, hob man ab dem Prinzipat den Kaiser in entsprechender Aufstellung über die Welt hinaus. Im Falle des Triumphbogens verkündete die Bogeninschrift auf der Attika den Anlass der Errichtung und das Verdienst des Geehrten.
Die Bezeichnung Triumphbogen wurde in der Neuzeit auf die meisten Bogen- und sonstigen Monumente übertragen, die anlässlich eines militärischen Sieges, eines Triumphes oder zur Erinnerung an einen Friedensschluss errichtet wurden. Ein bekanntes Beispiel ist der Arc de Triomphe in Paris. Triumphtore wie das Brandenburger Tor bilden hingegen einen eigenen, wenn auch verwandten Bautypus. Das Motiv des Triumphbogens wird seit nachantiker Zeit zur Gestaltung weiterer Gebäudeteile genutzt und wird dort Triumphbogenschema genannt.

## Anlass
Zu den Anlässen zählten die Wiederherstellung des Staates und die Ausdehnung des Reichsgebietes (Septimius-Severus-Bogen), Befreiung des Staates von Hochverrat (Konstantinsbogen) oder die Abwendung von äußeren Gefahren (Fornix Fabianus). Für die Triumphbögen im engeren Sinn, das heißt die stadtrömischen Bögen, trat immer der Senat als Auftraggeber auf. Doch gab es vergleichbare, Ehrenbögen genannte Bauten ab der Kaiserzeit auch in den Provinzen des römischen Reiches und auf der restlichen Apenninhalbinsel selbst. Auftraggeber waren in diesen Fällen Beamte der Provinzialverwaltung oder Priesterschaften. Zugleich änderte sich der Anlass der Errichtung, der in diesen Fällen zumeist ziviler Natur war, aber auch eine Stadtgründung selbst als Folge militärischer Auseinandersetzung feiern konnte, wie etwa der Augustusbogen in Aosta oder ein Bogen in Béja. Zivile Anlässe widmeten sich meist Infrastrukturmaßnahmen: Errichtung von öffentlichen Bauten, Fernstraßen, Wasserleitungen, Brücken oder Häfen.
Der Anlass bestimmte zumeist den Bauschmuck des Bogens: Tropaia, Viktorien, Genien und Eroten gehörten ebenso zur Standardausstattung wie Fruchtgirlanden oder Füllhörner. Hinzu traten Reliefstatuen, Reliefs und Figurenfriese, die einen konkreten Bezug zum Anlass herstellen konnten.

## Lage

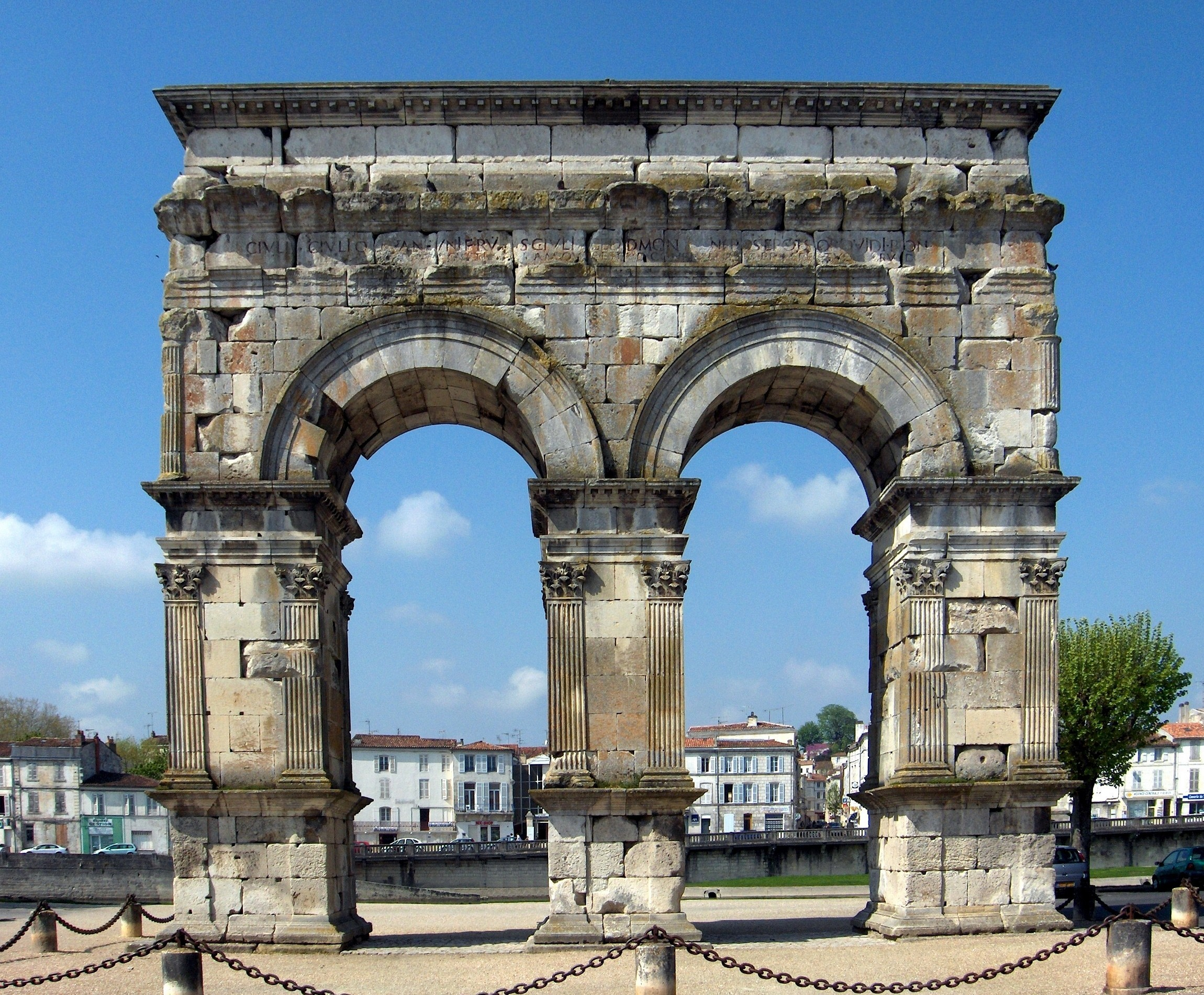
Der Germanicusbogen am Ufer der Charente in Saintes

All diese Bögen zeugten vom römischen Macht- und Sendungsbewusstsein, das sie monumental herausstellten. Entsprechend dominant war ihre Position innerhalb des Stadtbildes. In Rom reihten sie sich entlang des Wegs, den der Triumphzug, ausgehend von der porta triumphalis am Marsfeld, zum Kapitol nahm. In anderen Städten standen sie anfangs über Ausfallstraßen und Straßenkreuzungen des Umlandes, markierten Grenzen der Stadt oder eines Territoriums. Später waren sie Ausgangspunkt oder Ziel von innerstädtischen Straßenzügen, waren Eingang zu Foren und Heiligtümern oder überspannten zentrale Straßenkreuzungen.

## Gestaltung

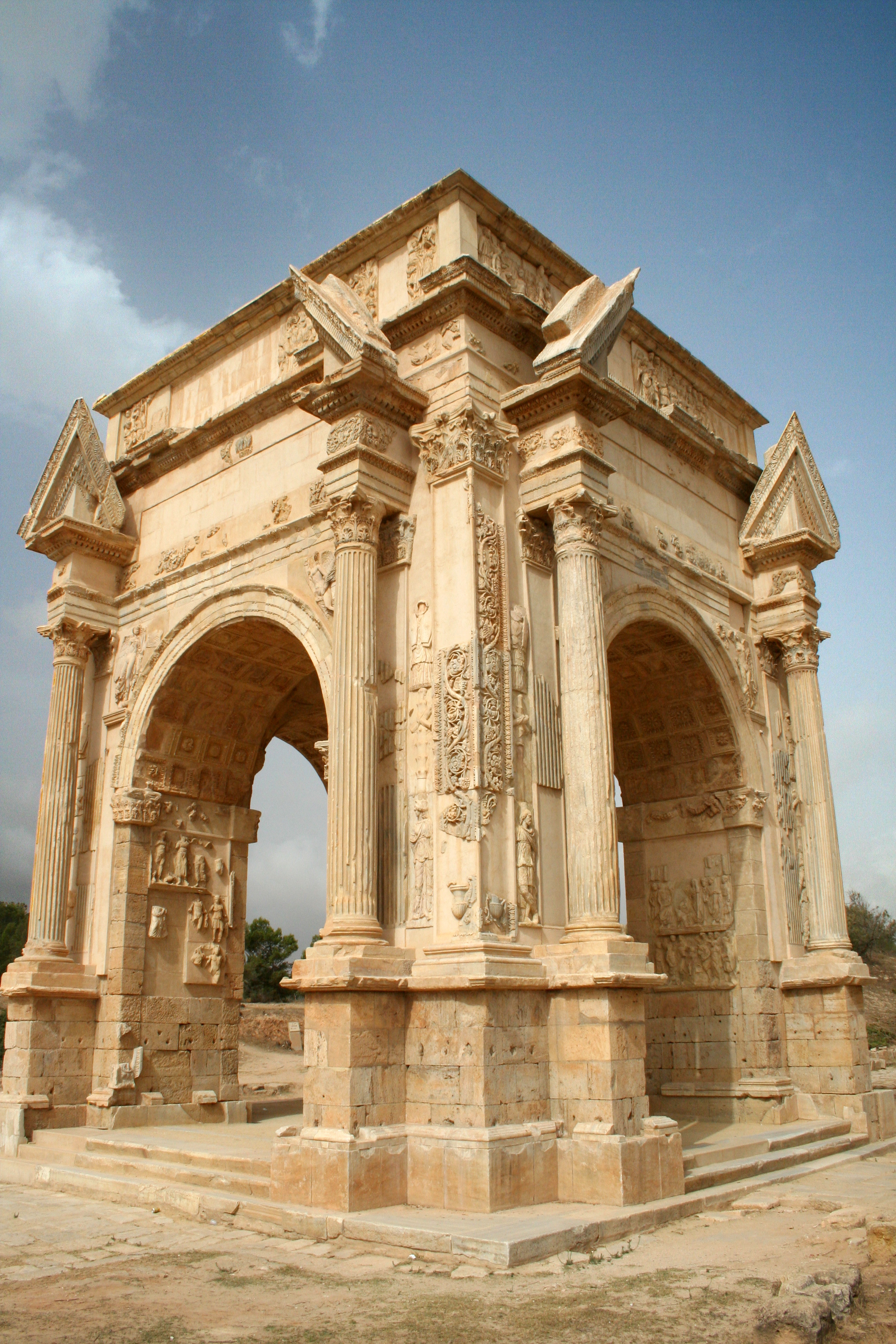
Severischer Triumphbogen in Leptis Magna

Mehr als 360 römische Triumph- und Ehrenbögen sind durch Bauten, Inschriften und Münzen überliefert. Allein in Rom befanden sich über 50 von ihnen. Während im Westen der eintorige Bogen dominierte, bevorzugte man im Osten des Reiches den dreitorigen Bogen. Zweitorige Bögen des Westens stehen den klassischen Stadttoren nahe. Ursprünglich besaßen die Bögen weder Säulen- noch Gebälkgliederungen und die Attika war noch kein verpflichtendes Bauelement. Mit ihrer zunehmend propagandistischen Nutzung wurde auch der durch sie ausgedrückte Repräsentationswille gesteigert, was zur Entwicklung reicher Prunkfassaden führte. Halbsäulen, Vollsäulen mit und ohne Postamente, die Fassaden bis ins Gebälk durchziehende Verkröpfungen wurden ins Repertoire der Bogengestaltung aufgenommen. Bei dreitorigen Bögen oder gar dem vor allem in Nordafrika beliebten vierseitigen Quadrifrons wurden die Fassaden zusätzlich mit Ädikulä bereichert. Der hinter diesen Fassaden liegende Baukörper, der Bogenkern, folgte hingegen mehr oder minder immer dem gleichen Aufbau: zwei kubische Pylone, die mittels eines Tonnengewölbes verbunden wurden.

## Beispiele

### Triumphbögen
Von frühen Triumphbögen in Rom sind nur wenige Reste erhalten. Zu nennen sind hier der fornix Fabianus, den Quintus Fabius Maximus 121 v. Chr. errichten ließ, außerdem die nur in Fundamentresten und Fragmenten der Inschriften überlieferten Actiumbogen und Partherbogen für Augustus. Nur vermutet werden kann der Standort des Bogens für Gaius und Lucius Caesar, der nördlich des Tempels für den vergöttlichten Caesar gestanden haben muss. Noch erhaltene Triumphbögen in Rom sind der Titus- und der Septimius-Severus-Bogen auf dem Forum Romanum sowie der Bogen für Konstantin I. neben dem Kolosseum.

### Ehrenbögen
Da die Triumphzüge römischer Feldherren oder Kaiser ausschließlich in Rom und Konstantinopel begangen wurden, werden Bögen, die außerhalb der beiden Hauptstädte errichtet worden sind, nicht als Triumph-, sondern als Ehrenbögen bezeichnet. Außerhalb Roms sind beispielsweise erhalten: die Ehrenbögen für Augustus in Rimini, in Susa, Aosta, Glanum und Fano; für Trajan in Ancona und Benevent; außerdem ein Bogen in Carpentras in Südfrankreich, der Bogen von Orange und der Galeriusbogen in Thessaloniki. Die tabula Siarensis enthält einen Senatsbeschluss zur Errichtung von drei Ehrenbögen für den 19 n. Chr. verstorbenen Germanicus, und zwar in Rom, Mainz und in Syrien.

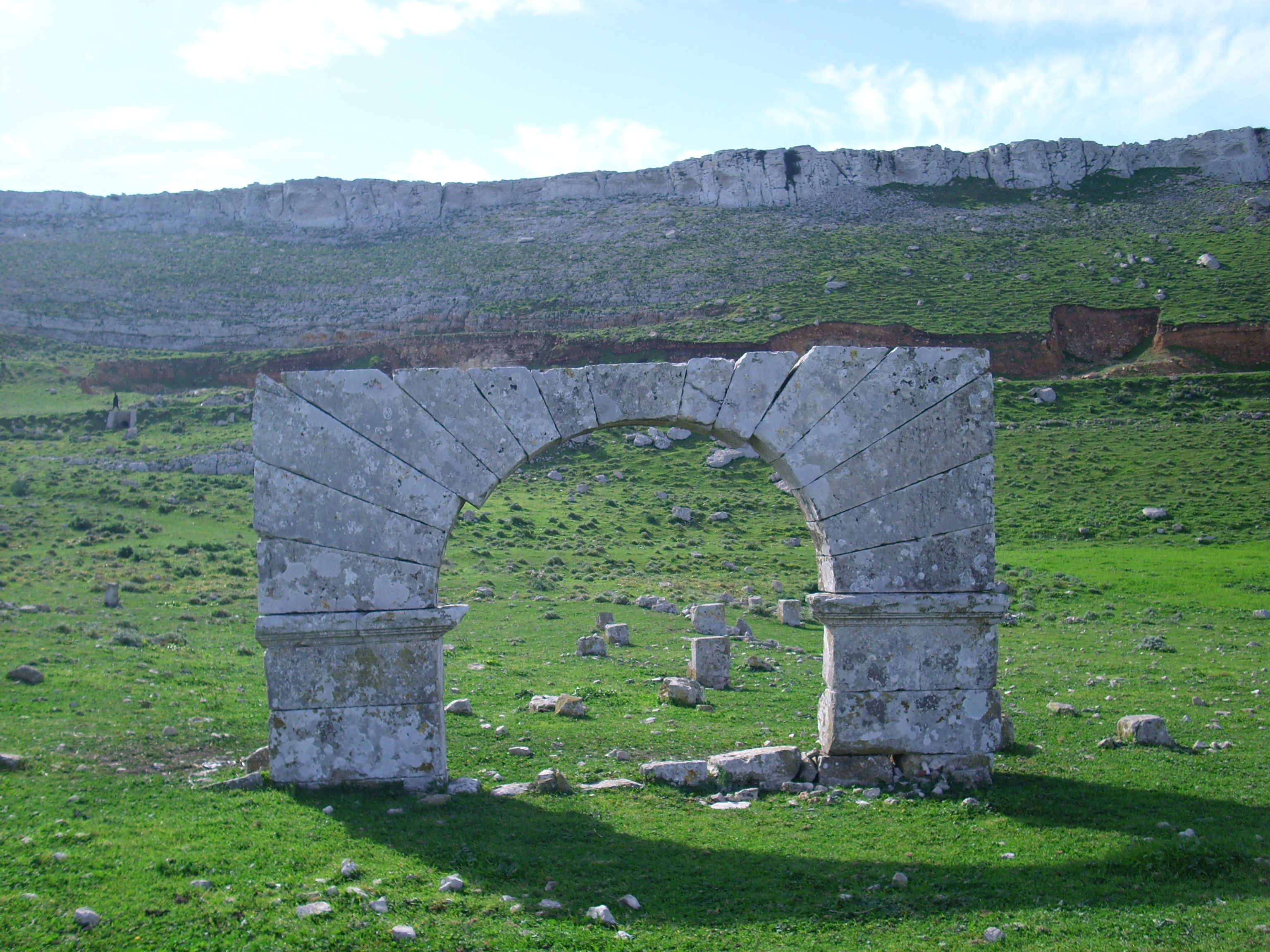
Triumphtor von Kouchbatia, Tunesien

Auch gab es Ehrenbögen für Privatpersonen oder Familien wie den Sergierbogen in Pula oder den Gavierbogen in Verona. Die Hadrianstore in Athen und Antalya tragen ebenfalls Züge eines Ehrenbogens. Zum Ehrenbogen für Gallienus umgeweiht wurde die porta Esquilina, eigentlich ein Stadttor in Rom.
Ein vierseitiger Ehrenbogen (Tetrapylon) ist ebenfalls im antiken Cáparra in Südwestspanien erhalten. Im Jahre 1986 wurden die Reste des bislang nördlichsten römischen Ehrenbogens in Mainz-Kastel entdeckt.

### Bögen unklarer Funktion
Die ursprüngliche Bedeutung des sogenannten Heidentors bei Carnuntum gibt der Forschung ebenso Rätsel auf wie die Funktion des vierseitigen stadtrömischen Janusbogens.